# Caudan
Caudan (Kaodan trong tiếng Bretagne) là một xã ở tỉnh Morbihan trong vùng Bretagne tây bắc Pháp. Xã này có diện tích 42,63 km², dân số năm 1999 là 6744 người. Khu vực này có độ cao từ 2-84 mét trên mực nước biển.
Cư dân của Caudan danh xưng trong tiếng Pháp là Caudanais.